# Osvoboditev Francije
Osvoboditev Francije je bila bitka, v kateri so zavezniki med junijem in septembrom 1944 osvobodili Francijo od nemške okupacije. S tem je Francija postala prva evropska država, ki je bila osvobojena od nemške okupacije.        
Nacistična Nemčija je Francijo napadla maja 1940. Njihova napredujoča in neustavljiva vojska je premagala francosko vojsko in povzročila zlom v francoski vladi; kot posledica tega je julija tega leta Tretja francoska republika razpadla, ustanovljena pa je bila Vichyjska Francija na čelu z maršalom Philippom Pétainom. Pétain je podpisal premirje z Nemčijo, severni in zahodni del Francije pa je nato zasedla Nemčija. Na južnem delu, imenovan prosta cona, je bila ustanovljena Vichyjska Francija, s sedežem vlade v zdraviliškem mesu Vichy. Čeprav nominalno neodvisna, je Vichyjska Francija uveljavila kolaboracionistični režim in je postala država, ki je z Nemčijo sodelovala pri deportaciji Judov.   
Tik preden se je Francija 22. junija 1940 predala, je francoski general Charles de Gaulle pobegnil v London, od koder je sporočil svojim državljanom, da naj se uprejo nemškemu okupatorju. Velika Britanija je priznala De Gaulla kot predsednika vlade Svobodne Francije v izgnanstvu s sedežem v Londonu. Prizadevanja, da osvobodi Francijo, so se začela jeseni 1940 v kolonialnem francoskem imperiju v Afriki, ki je bil takrat že v rokah Vichyjskega režima. De Gaulle je prepričal francosko kolonijo Čad, da naj podpre Francijo, in leta 1943 je večina drugih francoskih kolonij Severni Afriki sledila temu. De Gaulle je napovedal oblikovanje obrambnega sveta v mestu Brazzaville, ki je postal glavno mesto Svobodne Francije. Leta 1942 so anglo-ameriška sile prispele na ozemlje francoskih kolonij v Severni Afriki, s čimer so zavezniki končali prevlado nad Sredozemskim morjem, iz katerega so nato napadli Italijo. 
Zavezniški vojaški napadi v severno zahodni Evropi so se začeli poleti 1944 z izkrcanjem zaveznikov v Normandiji. Zahvaljujoč operaciji je na francosko obalo pristalo več kot dva milijona vojakov Svobodne Francije. Operacija Dragoon avgusta je prinesla drugo zmago. Potem, ko je bilo vsako mesto v Franciji po vrsti osvobojeno, je bil 25. avgusta 1944 osvobojen Pariz. Konec avgusta so Pétain in njegovi člani Vichyjske vlade zaradi zavezniške grožnje pobegnili v Nemčijo. Do konca tega meseca je bila Francija osvobojena. Nekaj ostankov nemškega odpora je ostalo v državi pod nadzorom glavnih pristanišč Atlantika do konca vojne 8. maja 1945. 
Po osvoboditvi države so bila ustanovljena posebna sodišča, kjer so sodili več pripadnikom Nemcev ali drugim, osumljenim sodelovanja z Nemci, drugi pa so bili spoznani za krive zaradi raznih usmrtitev in množične deportacije Judov. Nekateri so bili obsojeni na smrtno kazen. Organizirane so bile tudi prve volitve, na katerih so lahko volile tudi ženske. S tem so volivci potrdili novo ustavo, ki je 27. oktobra 1946 ustanovila četrto francosko republiko.

## Ozadje
10. maja 1940 je Nacistična Nemčija začela z napadom na Francijo, kar je zaznamovalo začetek bitke za Francijo in ostale države Beneluksa. Nemška vojska je v Francijo vdrla konec maja in storila taktiko, ki je britanske čete ter tudi veliko francoskih čet prisililo, da so zapustili Francijo in z ladjami pobegnili v Veliko Britanijo. Nemška vojska je nato prodrla v notranjost Francije ter 14. junija zavzela Pariz, francoska vlada pa je kmalu spoznala, da države ne bo mogoče rešiti pred porazom, saj je nemška vojska premagala francosko vojsko. Velika večina ministrov v vladi je glasovalo za doseg premirja z Nemci, medtem, ko so drugi vztrajali z nadaljevanjem bojev proti nemškemu okupatorju. Zaradi tega je predsednik vlade Paul Reynaud, ki je vztrajal pri nadaljevanju bojev proti Nemcem, 16. junija odstopil, nadomestil pa ga je 84-letni podpredsednik in francoski maršal Philippe Pétain, ki je vztrajal pri dosegu premirja z Nemci. Ta je 18. junija poslal prošnjo Nemcem za premirje. Tega dne je francoski general Charles de Gaulle, ki je prav tako vztrajal pri nadaljevanju bojev proti Nemcem, pobegnil v London, da bi se izognil ujetju nemške vojske. Od tam je nato pozval Francoze, da naj nadaljujejo upor. 
22. junija 1940 so Francozi in Nemci podpisali premirje, s čimer se je končala bitka za Francijo. S tem je bila Francija poražena. Po podpisu premirja je veliko francoskih ministrov pobegnilo v francosko kolonijo Maroko v Severni Afriki, medtem, ko so nekateri ostali v okupirani Franciji. Med njimi je bil tudi predsednik vlade Pétain, ki je napovedal, da bo ostal v Franciji, da bi Francozom delil njihovo trpljenje. Premirje je državo razdelilo na dva dela: severni in zahodni del Francije je zasedla Nemčija, južni del pa je ustanovil novo francosko državo, imenovano Vichyjska Francija, katere voditelj je postal Philippe Pétain. Z ustanovitvijo Vichyjske Francije je razpadla Tretja francoska republika. Vichyjska Francija je nato 24. oktobra 1940 do neke mere sklenila sodelovanje z Nacistično Nemčijo, s čimer je sodelovala pri deportaciji Judov. 

## De Gaulle in Svobodna Francija
Potem, ko je bil general De Gaulle obveščen, da je Pétain postal predsednik vlade, je vedel, da bo ta hotel doseči premirje z Nemci. Obenem je spoznal tudi, da ko bo doseženo premirje, bi se lahko zgodilo, da bi nemška vojska ujela De Gaulla in ga kot vojnega ujetnika odpeljala v nemško koncentracijsko taborišče. Ta bi se izognil temu, kar se mu je že zgodilo v prvi svetovni vojni, je De Gaulle 18. junija 1940 pozno popoldne zapustil Francijo, katera je bila že zelo blizu zloma in pobegnil v London v Združenem Kraljestvu. Od tam je kmalu po prihodu zvečer nagovoril francoze, da naj se uprejo Nemcem. Štiri dni pozneje je sta nato Francija in Nemčija podpisali premirje, istega dne pa je De Gaulle opravil še en govor. Ob tem je obljubil, da se bo boj proti okupatorju nadaljeval z vso silovitostjo, kar je Francozom, kateri so takrat utrpeli močno bolečino zaradi padca njihove države, dalo še nekaj upanja, da ni vse še izgubljeno. 
26. junija je de Gaulle pisal predsedniku britanske vlade Winstonu Churchillu, v katerem ga je prosil za priznanje njegovega francoskega odbora. Ministrstvo za zunanje zadeve je imelo zadržke glede De Gaulla kot voditelja, vendar so Churchillovi odposlanci poskušali in na koncu niso uspeli vzpostaviti stika s francoskimi voditelji v Severni Afriki, zato je britanska vlada 28. junija priznala De Gaulla za voditelja Svobodne Francije. 

### Načrti za osvoboditev
Jeseni 1940 je De Gaulle začel z načrtovanjem prvih načrtov za osvoboditev Francije, medtem ko je bil v kolonialnem francoskem imperiju v Afriki, ki je bil takrat že v rokah Vichyjskega režima. Ob tem se je razvilo tudi gibanje notranjega in zunanjega odpora, ki je ga je večinoma vodil on, in so se izvajali predvsem v Londonu. S temi odpori so se zavezniki, predvsem Združene države Amerike in Združeno Kraljestvo, dogovorili, da bodo pomagali pri osvoboditvi države. Prvi korak, ki so ga storili kot del tega cilja, je bilo izkrcanje britanskih in ameriških čet v francoskih kolonijah Severne Afrike 8. novembra 1942, ki so bile takrat v rokah Vichyjskega režima. Kot odziv na to sta Nacistična Nemčija in Fašistična Italija zasedli in okupirali Vichyjsko Francijo. Kapitulacija Fašistične Italije septembra 1943 je zaveznikom omogočila, da so v začetku oktobra osvobodili Korziko. Po tej opravljeni nalogi so se začela načrtovanja za izkrcanje zavezniških čet ob obalah Francije, da bi s tem najprej osvobodili državo, preden bi osvobodili še preostalo Evropo. Odločeno je bilo, da se čete izkrca v Normandiji na severu države, in za datum začetka operacije je bil izbran 1. maj 1944, vendar je bil datum kmalu zaradi vojaške pripravljenosti premeščen na 5. junij. Na koncu je bil datum zaradi slabega vremena znova premeščen in sicer na 6. junij. 

## Spopad za osvoboditev Francije

### Osvoboditev Korzike
Še pred uradnim začetkom osvobajanja Francije so zavezniki septembra 1943, kmalu po kapitulaciji Italije, osvobodili Korziko. To je bil prvi korak k osvoboditvi države. 

### Izkrcanje v Normandiji
6. junija 1944 ob 6:30 zjutraj se je v Normandiji začelo izkrcavanje zavezniških čet, katere so sestavljali ameriški, britanski, francoski in kanadski vojaki. Kljub slabemu vremenu so bili poveljniki prisiljeni izvesti operacijo, saj bi, če bi znova premestili datum začetka operacije, bila izvedena šele 20. junija. Ob začetku te operacije je to zaznamovalo začetek osvoboditve Francije.
Med izkrcanjem se je na obale Normandije izkrcalo več kot dva milijona zavezniških vojakov. Slabo vreme je zelo oviralo izkrcanje: nekatere ladje so v razburkanem morju potonile, druge pa so uničile nemške morske mine, ki so jih pred obalo nastavile nemške U-podmornice. 27 izmed 29 amfibijskih tankov, ki so se skušali izkrcati na plaži Omaha, se je skupaj s posadko potopilo. Številne vojake so močni valovi odplavili in so zaradi tega utonili, drugi pa so med prebijanjem skozi plažo, oteženi zaradi mokre opreme in težkega peska, postali lahka tarča nemških strelov.

### Boji se preselijo v notranjost Francije
Po dveh tednih hudih bojev so zavezniki premagali Nemce ter osvobodili vse obale Normandije in dosegli notranjost kopnega. Začele so se osvoboditve francoskih mest, eno za drugo. Američani so 27. junija osvobodili Cherbourg, 9. julija so Britanci in Kanadčani premagali nemški oklepni diviziji in osvobodili Caën, 25. julija pa so tanki ameriške 7. armade napredovali na jug in St. Lô ter prebili nemško obrambo, pri tem pa so osvobodili vasi v bližnji okolici.
14. avgusta 1944 se je zavezniška vojska izkrcala na južni obali Francije blizu Monaka in začela osvobajati mesta in pokrajine južne Francije. Dva dni pozneje so zavezniki z juga osvobodili Orléans, medtem, ko so zavezniki s severa osvobodili Tulle. 19. avgusta je zavezniška vojska s severa dosegla Pariz. Naslednji dan je Vichyjska Francija zaradi napredovanja zavezniške vojske z juga razpadla. 24. avgusta je 2. francoska oklepna divizija vstopila v Pariz, zgodaj zjutraj naslednjega dne pa še 2. oklepni diviziji in ameriška 4. pehotna divizija ter druge zavezniške enote. Po več bojih na mestnih ulicah so zavezniki 25. avgusta 1944 osvobodili Pariz. Istega dne so osvobodili tudi Vernon. V tem času so Nemci maršala Pétaina skupaj z ostalimi člani Vichyjskega režima zaradi zavezniške grožnje odpeljali v Nemčijo.
26. avgusta so zavezniki osvobodili Vichy, dva dni pozneje pa še Nice. 1. septembra je zavezniška vojska z juga dosegla francosko mejo z Švico. 2. septembra je zavezniška vojska s severa dosegla francosko mejo z okupirano Belgijo. Naslednji dan so zavezniki osvobodili Lyon. 5. septembra so zavezniki osvobodili Chalon-sur-Saône. Štiri dni pozneje so zavezniki osvobodili Dole, Nevers in Autun. 10. septembra je južna zavezniška vojska osvobodila Issoudon. 12. septembra so zavezniki osvobodili še Le Havre, tri dni pozneje pa so zavezniki dosegli francosko mejo s Španijo, s čimer so osvobodili vso južno francosko obalo. V približno tem času sta severna in južna zavezniška vojska dosegli najbolj notranji del Francije, kjer sta se obe vojski srečali. V približno tem času so zavezniške čete dosegle francosko mejo z Nemčijo in prestopile na ozemlje Nemčije. Do 18. septembra je bila vsa severna francoska obala osvobojena, dva dni pozneje pa so se ameriške, francoske, britanske in kanadske čete združile in dosegle zahodno atlantsko obalo Francije, katero so osvobodile do 28. septembra. Do 30. septembra so bile vse francoske obale in vse notranje francoske regije osvobojene. 

### Osvoboditev
30. septembra 1944, po več kot štirih letih nemške okupacije, je bila Francija osvobojena. Postala je prva evropska država, ki je bila osvobojena od nemške okupacije. Po osvoboditvi je bila ustanovljena začasna francoska republika, general Charles de Gaulle pa je postal predsednik začasne francoske vlade.
V osvobojeni Franciji je na nekaj obmorskih in obmejnih območjih države ostalo nekaj manjših nemških odporov, zlasti v mestu La Rochelle. Ti nemški odpori so se končali po predaji Nacistične Nemčije 8. maja 1945 in takrat so ta mesta in območja osvobodili Francozi. Takrat je dokončno nastopila uradna priznana osvoboditev Francije. Na vzhodu države pa je Francija v drugi bitki za Alpe spomladi 1945 vrnila vsa svoja izgubljena ozemlja, ki jih je leta 1940 zasedla Italija. 

## Četrta francoska republika
Začasna vlada pod vodstvom De Gaulla je Franciji vladala od septembra 1944 do oktobra 1946. Preden so se začele priprave na ustanovitev četrte francoske republike, je morala začasna vlada opraviti številne obveznosti. Ustanovljena so bila posebna sodišča, kjer so sodili več pripadnikom Nemcev in vsem, ki so bili osumljeni sodelovanja z njimi. Veliko jih je bilo obsojenih na smrtno kazen. Ustanovljena so bila tudi sodišča za pripadnike razpuščenega Vichyjskega režima. Med njimi se je poleti 1945 na sodišču znašel tudi maršal Philippe Pétain, ki so ga Nemci v Francijo vrnili konec aprila 1945, kateremu so sodili zaradi izdaje. Bil je spoznan za krivega in obsojen na smrtno kazen, vendar pa je De Gaulle njegovo kazen, zaradi visoke starosti in dobrega služenja v prvi svetovni vojni, spremenil v dosmrtno ječo. 
Medtem so potekala pogajanja o predlagani novi ustavi, ki naj bi jo dali na referendum. De Gaulle je zagovarjal predsedniški sistem vlade in je kritiziral ponovno vzpostavitev tega, kar je imenoval "strankarski sistem". 31. januarja 1946 je De Gaulle odstopil z mesta predsednika vlade, zamenjal pa ga je Felix Gouin iz francoske Delavske stranke. 13. oktobra 1946 je bil izveden referendum, na katerem je 53 % volivcev potrdilo novo ustavo. S tem je bila dva tedna pozneje ustanovljena Četrta francoska republika. 